# Caroline County (Maryland)
Caroline County is een county in de Amerikaanse staat Maryland.
De county heeft een landoppervlakte van 829 km² en telt 29.772 inwoners (volkstelling 2000). De hoofdplaats is Denton.

## Bevolkingsontwikkeling

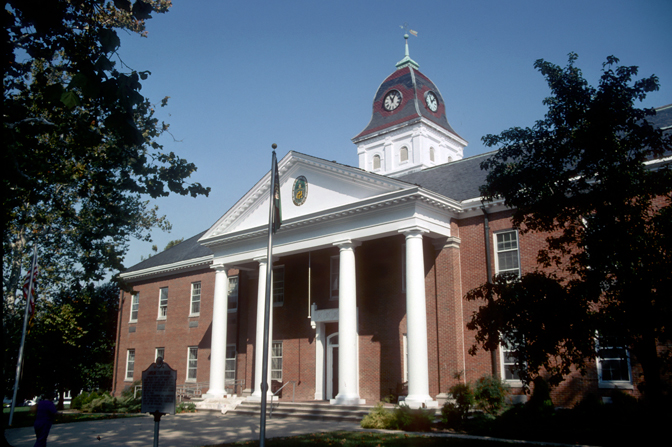
Caroline County Courthouse